# Lotnictwo wojskowe do roku 1914

## Początki lotnictwa wojskowego
Po panowaniu balonów w powietrzu do końca XIX wieku, a później również sterowców, na początku XX wieku dołączyło do nich także lotnictwo. 17 grudnia 1903 w Kitty Hawk w Karolinie Północnej (USA) samolot kierowany przez Orville’a Wrighta wzniósł się w powietrze i wykonał 12-sekundowy lot na odległość około 36 m. Nieco później ten sam samolot kierowany przez jego brata Wilbura wykonał 59-sekundowy lot na odległość około 260 m.
Zainteresowanie wykorzystaniem samolotów do celów wojskowych najwcześniej wykazali oficerowie artylerii, łączności i komunikacji oraz saperzy. Musieli jednak pokonać wiele trudności, aby doprowadzić do sformowania najpierw jednostek doświadczalnych, a następnie bojowych. Główną przeszkodą był niechętny stosunek władz wojskowych do lotnictwa. Duże znaczenie w zmianie tego stosunku miały osiągnięcia aeroklubów i towarzystw aeronautycznych, a oprócz tego coraz większe zainteresowanie opinii publicznej sprawami lotnictwa.
W pogoni za sławą i rekordami piloci dokonywali śmiałych wyczynów, np. 25 lipca 1909 Louis Blériot samolotem własnej konstrukcji jako pierwszy przeleciał nad kanałem La Manche z Pas-de-Calais do Dover.
Początki organizacji lotnictwa wojskowego – jako komponentu różnych służb (łączności, saperów itp.) lub wojsk lądowych – przypadają w zasadzie na lata 1910–1911. Wyczyn Louisa Blériota zaktywizował bowiem sztaby generalne i ministerstwa wojny we Francji i Włoszech oraz w Wielkiej Brytanii, Niemczech i Rosji. W 1910 zorganizowano wojska aeronautyczne we Francji i w Rosji, a rok później we Włoszech i w Stanach Zjednoczonych. W Wielkiej Brytanii Królewski Korpus Lotnictwa powstał w maju 1912. Natomiast w Niemczech wojskowa służba powietrzna działała od października 1912. Ponadto w latach 1910–1911 we wszystkich tych państwach zostały utworzone wojskowe szkoły lotnicze.

## Francja
Początkowo w rozwoju lotnictwa przodowała Francja. Już 10 listopada 1909 w Vincennes powstała – w ramach artylerii – jednostka doświadczalna Etablissement d’Aviation Militaire. Kilka dni po przelocie Louisa Blériota nad kanałem La Manche francuskie Ministerstwo Wojny podjęło decyzję o rozpoczęciu szkolenia pilotów wojskowych. Już wiosną 1910 prawie jednocześnie rozpoczęły działalność:
- Wojskowa Szkoła Lotnicza w Châlons – komendant por. Félix Camerman,
- Wojskowa Szkoła Lotnicza w Satory pod Wersalem – komendant kpt. Albert Etévé.

Francuskie Ministerstwo Wojny pierwsze zdecydowało się wyodrębnić lotnictwo jako nową, samodzielną służbę. 22 października 1910 utworzono Stałą Inspekcję Aeronautyki Wojskowej (Inspection Permanente de l’Aeronautique Militaire). Kierowanie nią powierzono generalnemu inspektorowi gen. Pierre’owi A. Roquesowi. Jednocześnie podporządkowano mu wszystkie jednostki, w tym balonowe i sterowcowe, uprzednio organizacyjnie wchodzące w skład artylerii i saperów.

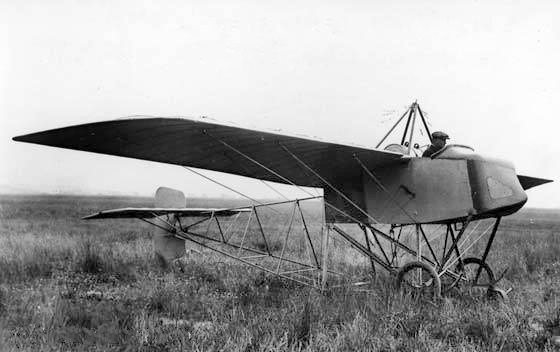
Francuski Bo.14 z 1913

Wydarzeniem, które miało wpływ na usamodzielnienie i rozwój francuskiego lotnictwa wojskowego, było zakończone sukcesem użycie samolotu w roli środka rozpoznania i łączności podczas manewrów w Pikardii, trwających od 9 do 19 września 1910. Kierownictwo ćwiczeń oraz ćwiczące dowództwa II i IX Korpusu Armijnego miały do dyspozycji w sumie 13 samolotów, które pomyślnie wykonały postawione zadania. We wrześniu 1912 sformowano w Châlons pierwszą eskadrę lotniczą (l’escadrille) liczącą 6 samolotów, a w październiku i listopadzie – cztery następne (w Buc i Saint-Cyr). W wielkich manewrach jesiennych tego samego roku uczestniczyło już 50 samolotów.
Jednocześnie podejmowano próby dostosowania samolotów do prowadzenia walk powietrznych. W tym celu pod koniec 1911 uzbrojono samolot Blériot IX w specjalne działko rewolwerowe kalibru 37 mm. Rok później w de Buc płk Jean Baptiste Eugène Estienne i por. Georges Marie Bellenger przeprowadzili próby z samolotem Voisin, uzbrojonym w karabin maszynowy Hotchkiss przeznaczony do zwalczania balonów i sterowców.
W 1912 w czasie I wojny bałkańskiej między Turcją a antytureckim sojuszem państw bałkańskich (Bułgarią, Czarnogórą, Grecją, Serbią) – użyto 6 samolotów francuskich uzbrojonych w karabiny maszynowe Hotchkiss. Podjęto również próby wyposażenia samolotu Farman w radiostację o zasięgu 10–30 km.
2 sierpnia 1914, w momencie ogłoszenia mobilizacji, stan lotnictwa francuskiego był już znaczny. Stanowiło ono 0,4% wojsk lądowych. 23 eskadry (21 eskadr korpusów armijnych po 6 samolotów oraz 2 eskadry po 3 samoloty współdziałające z kawalerią) stacjonowały na terytorium Francji (132 samoloty), 4 eskadry zaś – w koloniach (razem 162 samoloty, 6 sterowców i 10 balonów). Lotnictwo francuskie było nadal jednym z najsilniejszych. Dysponowało bowiem najlepiej rozwiniętym zapleczem i miało najliczniejsze rezerwy zarówno w sprzęcie, jak i w personelu latającym.

## Rosja
W Rosji sprawami lotnictwa zainteresowano się stosunkowo wcześnie. Podstawowym problemem był jednak brak odpowiedniej liczby wyszkolonych pilotów wojskowych. W związku z tym w marcu 1910 grupa oficerów rosyjskich została wysłana do Francji na przeszkolenie lotnicze. Ponadto sześciu najlepiej wyszkolonych szeregowych zostało wysłanych do francuskich szkół lotniczych w celu opanowania specjalności mechaników lotniczych. 
1 maja 1910 na lotnisku w Gatczynie koło Petersburga miało miejsce otwarcie nowego Wydziału Lotniczego Oficerskiej Szkoły Żeglugi Powietrznej, do którego zakupiono samoloty produkcji francuskiej. Szefem wydziału został ppłk Sergej A. Ul'ânin, a instruktorami: kpt. Georgij G. Gorškov (Георгий Г. Горшков) i por. Evgenij V. Rudnev (Евгений В. Руднев). Po ceremonii otwarcia rozpoczęto szkolenie 10 oddelegowanych oficeróww w lataniu samolotami typu „Farman”. Natomiast 21 listopada 1910 nastąpiło otwarcie Oficerskiej Szkoły Lotniczej w Sewastopolu, po czym rozpoczęło się szkolenie rosyjskiego personelu lotniczego. Komendantem szkoły został kpt. II rangi Vâčeslav N. Kedrin (Вячеслав Н. Кедрин). Szkoła szkoliła lotników zarówno dla wojska, jak i marynarki wojennej.
W listopadzie 1911 zapadła decyzja o sformowaniu pierwszych sześciu oddziałów lotniczych (авиационный отряд) w istniejących jednostkach żeglugi powietrznej. 21 listopada 1911 zakończono formowanie pierwszego z nich ((później 23. Korpuśny Oddział Lotniczy) przy 4. Syberyjskiej Kompanii Żeglugi Powietrznej (4-я Сибирская воздухоплавательная рота) w miejscowości Czyta.
4 marca 1912 rosyjski Sztab Generalny zatwierdził plan rozwoju lotnictwa, przewidujący sformowanie 10 armijnych, 37 polowych (korpuśnych) i 8 fortecznych oddziałów lotniczych (w Brześciu, Grodnie, Karsie, Kownie, Nowogeorgijewsku, Osowcu, Sewastopolu i Władywostoku) oraz 8 polowych oddziałów lotniczych specjalnego przeznaczenia (dla zgrupowań wojsk działających w oderwaniu od sił głównych). W sumie plan przewidywał dysponowanie 394 samolotami oraz wyszkolenie 457 pilotów. Realizacja tak bogatego programu nie była łatwa. Od września 1911 do maja 1913 zorganizowano zaledwie 18 sześciosamolotowych oddziałów lotniczych. Brakowało przede wszystkim pilotów. Oprócz tego, mimo osiągnięć konstruktorów rosyjskich, krajowy przemysł lotniczy był zbyt słabo rozwinięty, aby zaspokoić potrzeby lotnictwa wojskowego.
W 1912 w czasie I wojny bałkańskiej wziął udział (po stronie Bułgarii) oddział lotniczy składający się z ochotników rosyjskich pod dowództwem Sergeâ S. Ščetinina (Сергея С. Щетинина). Został on użyty przede wszystkim do prowadzenia rozpoznania, bombardowania umocnień tureckich oraz do utrzymywania łączności. Poza tym oddziałem w I wojnie bałkańskiej wzięło udział jeszcze 11 rosyjskich pilotów.
Rosyjskie lotnictwo przystąpiło do I wojny światowej, mając 39 oddziałów lotniczych (30 korpuśnych, 8 fortecznych i 1 polowy specjalnego przeznaczenia), które według etatu powinny liczyć 263 samoloty. Faktycznie zaś dysponowało ono 224 samolotami, 4 sterowcami, 46 balonami i zaledwie około 200 pilotami.

## Włochy
We Włoszech dość wcześnie powstały pierwsze pododdziały lotnictwa wojskowego. Już w 1910 roku w Batalionie Aeronautycznym utworzono tzw. sekcję lotniczą (sezione aviazione) pod dowództwem ppłk. Vittorio Cardero di Montezemolo. Rok później powstała Wojskowa Szkoła Lotnicza w Aviano. Mimo że tempo rozwoju lotnictwa włoskiego nie było zbyt imponujące, zasługuje ono na uwagę przede wszystkim ze względu na pierwsze w historii bojowe użycie samolotu.
28 września 1911 wybuchła wojna włosko-turecka o Trypolitanię. W składzie wysłanego do Afryki włoskiego korpusu ekspedycyjnego znalazła się eskadra lotnicza pod dowództwem kpt. Carlo Marii Piazzy, która liczyła 9 samolotów różnego typu, 2 sterowce oraz 11 pilotów i 32 żołnierzy obsługi. 22 października 1911 kapitan wykonał pierwszy w historii lotnictwa 61-minutowy lot bojowy samolotem Bleriot XI w celu rozpoznania pozycji tureckich w pobliżu miejscowości Aziza (około 45 km na południe od Trypolisu). 1 listopada 1911 zaś ppor. Giulio Gavotti zrzucił cztery 2-kilogramowe granaty typu Cipelli z samolotu Etrich na pozycje wojsk tureckich pod Ain Zarą i trzy – na oazę Tagiura. Natomiast 23 lutego 1912 kpt. Carlo M. Piazza z samolotu Bleriot XI po raz pierwszy sfotografował pozycje wojsk tureckich pod Suani-Beni Adem w pobliżu Zanzur. Pomyślne użycie eskadry w działaniach bojowych skłoniło włoskie Ministerstwo Wojny do utworzenia pierwszego Batalionu Lotniczego (Battaglione Aviatori). W 1913 opracowano program rozwoju lotnictwa, który przewidywał m.in. sformowanie 18 eskadr wyposażonych w 150 samolotów. Do chwili wybuchu I wojny światowej utworzono 14 eskadr, lecz liczyły one zaledwie 86 samolotów i 10 sterowców.

## Wielka Brytania
W atmosferze rywalizacji między wojskami lądowymi a marynarką wojenną powstawało lotnictwo brytyjskie. Początkowo obydwa rodzaje sił zbrojnych tworzyły własne jednostki lotnicze. Ministerstwo Wojny 1 kwietnia 1911 przekształciło dotychczasową Sekcję Balonową Królewskich Saperów (Balloon Section of the Royal Engineers) w Batalion Lotniczy (Air Battailon) w składzie:
- 1 kompania aerostatów w Farnborough (dowódca kpt. Edward Maitland),
- 2 kompania samolotów (10 samolotów) w Larkhill (dowódca kpt. John D.B. Fulton)[21].

W tym samym roku brytyjska Admiralicja założyła pierwsze tzw. stacje lotnicze.
Jednocześnie utworzono:
- Szkołę Lotniczą Marynarki (Naval Flying School) w Eastchurch;
- Centralną Szkołę Lotniczą (Central Flying School) w Aldershot[22].

13 maja 1912 decyzją Komitetu Obrony Imperium powstał Królewski Korpus Lotniczy (Royal Flying Corps – RFC), składający się ze skrzydła lądowego (Military Wing) i morskiego (Naval Wing). Był on administrowany przez Komitet Lotniczy, w którego skład wchodzili przedstawiciele Ministerstwa Wojny i Admiralicji.
Jedność organizacyjna lotnictwa nie trwała jednak długo. Admiralicja, chcąc dysponować własnym lotnictwem przystosowanym do prowadzenia wojny na morzu, niemal bezpośrednio po utworzeniu Królewskiego Korpusu Lotniczego rozpoczęła starania o jego podział, zakończone powodzeniem. 26 czerwca 1914 skrzydło morskie zostało przekształcone w Służbę Lotniczą Królewskiej Marynarki Wojennej (Royal Naval Air Service – RNAS). Kontrolę nad Królewskim Korpusem Lotniczym przejęło natomiast Ministerstwo Wojny.
Pod koniec lipca 1914 Królewski Korpus Lotniczy liczył 7 dywizjonów, dysponując łącznie 161 samolotami, 7 sterowcami i około 200 pilotami. Stanowiło to około 0,5% wojsk lądowych. Służba Lotnicza Królewskiej Marynarki dysponowała w tym samym czasie 52 wodnosamolotami i 39 samolotami. W sierpniu 1914 do działań na froncie zachodnim (we Francji) utworzono Brytyjski Korpus Ekspedycyjny (British Expeditionary Forces). Wspierał go 4-dywizjonowy Królewski Korpus Lotniczy (dowódca gen. bryg. David Henderson), liczący 63 samoloty.

## Niemcy
W Niemczech rozwój lotnictwa wojskowego przebiegał z opóźnieniem w stosunku do innych państw, ponieważ przez dłuższy czas priorytetowo traktowano sterowce. Lotnictwo niemieckie przystępowało do I wojny światowej rozproszone pod względem organizacyjnym. Własnym lotnictwem dysponowały zarówno marynarka wojenna, jak i wojska lądowe. Oprócz tego w ramach wojsk lądowych – ze względu na obowiązującą zasadę tworzenia Sił Zbrojnych Rzeszy Niemieckiej – funkcjonowało lotnictwo pruskie (skupiające również lotnictwo wojskowe Wirtembergii i Saksonii) i bawarskie.
Lotnictwo było zaliczane wspólnie ze służbą samochodową i kolejową do służby komunikacji. Kadr dla niego dostarczała Tymczasowa Szkoła Lotnicza (provisorische Fliegerschule) utworzona w 1910 roku w Döberitz pod Berlinem. Najliczniejsze były, utworzone 1 października 1912, Królewskie Pruskie Wojska Lotnicze (königlich preussische Fliegertruppen). Wiosną 1914 składały się one z 4 trzykompanijnych batalionów (w Döberitz, Poznaniu, Kolonii i Strasburgu). W tym samym czasie lotnictwo bawarskie dysponowało jednym dwukompanijnym batalionem w Monachium.
Podczas mobilizacji w sierpniu 1914 na bazie tych batalionów utworzono 34 polowe oddziały lotnicze (Feldfliegerabteilungen) dla armii i korpusów oraz 7 fortecznych oddziałów lotniczych (Festungsfliegerabteilungen) dla twierdz (obszarów warownych). Stanowiły one zaledwie 0,3% wojsk lądowych. Łącznie wysłano na front 232 samoloty, 8 sterowców i 22 balony, w tym 190 samolotów, 5 sterowców i 16 balonów na front zachodni, pozostałe zaś – na wschodni.

## Austro-Węgry
Armia Austro-Węgier ustępowała armiom pozostałych państw w dziedzinie rozwoju lotnictwa, mimo że od 19 kwietnia 1911 Oficerska Szkoła Lotnicza (Fliegeroffiziersschule) w Wiener Neustadt (komendant kpt. Petrócz von Petróczy) szkoliła pilotów. W 1912 powstały cesarsko-królewskie wojska lotnicze (kaiserliche und königliche Luftfahrtruppen). Organizował je płk Emil Uzelac. W kwietniu 1914 w skład lotnictwa wchodził 16-kompanijny pułk lotniczy. W każdej kompanii było po 6 samolotów i 8 pilotów. Trzy miesiące później lotnictwo liczyło 85 pilotów i 39 samolotów.
W sierpniu 1914 lotnictwo dysponowało już 96 samolotami oraz 12 stacjonarnymi oddziałami balonowymi (cztery w Krakowie, trzy w Przemyślu, dwa w Poli, po jednym w Cattaro, Klenak i Wiedniu) i 12 mobilnymi (w poszczególnych armiach). 48 samolotów, sterowiec i 12 balonów znalazło się w 8 kompaniach lotniczych wysłanych w sierpniu 1914 na front.

## Stany Zjednoczone
Najsłabiej było rozwinięte lotnictwo wojskowe w Armii Stanów Zjednoczonych. Pierwsza amerykańska jednostka bojowa – 1 Dywizjon Lotniczy (1st Aero Squadron) – została bowiem sformowana w San Diego dopiero 5 maja 1913. W niektórych dziedzinach lotnictwa wojskowego Amerykanie byli jednak pionierami. 7 stycznia 1911 w San Francisco por. Myron S. Crissy z pilotem Philipem Parmalee przeprowadzili udane próby bombardowania z samolotu Wright specjalnymi bombami. Aby przystosować samolot do prowadzenia walk powietrznych, 2 czerwca 1912 kpt. Charles de F. Chandler z pilotem por. Thomasem de Witt Millingiem użyli samolotu Wright z zamontowanym w nim karabinem maszynowym Lewis.
W chwili wybuchu I wojny światowej Stany Zjednoczone dysponowały w wojskach lądowych zaledwie 8 samolotami bojowymi, w marynarce wojennej zaś – 9. Właściwy rozwój amerykańskiego lotnictwa nastąpił dopiero w latach 1917–1918 – przy wydatnej pomocy francuskiej.